# Каинлыковская волость
Каинлыковская во́лость — волость в Бирском уезде Уфимской губернии. Волостной центр — деревня Новый Каинлык. Ныне территория волости в Илишевском Калтасинском, Краснокамском Мишкинском районах Республики Башкортостан Российской Федерации.

## География
По справочнику 1906 года в пределах волости протекают р. Белая и речки Ашит, Барьяза, Гнилой Танып, Землянка, Кельтей, Тихтем, Качмаш и др., и имеется так называемое «Нагаевское» болото, в 15 квадр. верст.
Местность ровная. Башкирские леса почти все вырублены.

## Состав
На 1906 год в состав волости входили 32 селения.
- Арбаново (ныне в составе д. Редькино)
- Ашитово (ныне Ашит)
- Барьязабаш
- Бура (ныне Старая Бура)
- Бурнюшево (ныне Бурнюш)
- Кереметево
- Киргизово
- Кузгово
- Купырбаш (ныне Купербаш)
- Маняк
- Ново-Актанышбатева (ныне Новый Актанышбаш)
- Ново-Аткулево (ныне Новый Аткуль)
- Ново-Буртюково (ныне Новый Буртюк)
- Ново-Кабанова (ныне Новокабаново)
- Ново-Каинлыково (Ново-Каинлыкова, Ново-Каинлык) — волостной центр (ныне Новый Каинлык)
- Ново-Кузгова (ныне в черте Кузгово)
- Ново-Нагаева (ныне Новонагаево)
- Ново-Хазино (ныне Новохазино)
- Ново-Чуганакова (ныне Новый Чуганак)
- Ново-Янзегитова (ныне Новый Янзигит)
- Редькина (ныне Редькино)
- Старо-Аткулева (ныне Старый Аткуль)
- Старо-Буртюкова (ныне Старый Буртюк)
- Старо-Кабанова (ныне Старокабаново)
- Старо-Каинлыкова (ныне Старый Каинлык)
- Старо-Медведева (ныне Старомедведево)
- Старо-Нагаева (ныне Старонагаево)
- Старо-Хазина (ныне Старохазино)
- Старо-Янзегитова (ныне Староянзигитово)
- Телекеево
- Янгизнаратова (ныне Янгузнарат)

## Население
К 1906 году проживало 16793 душ обоего пола.

## Инфраструктура
По справочнику 1906 года жители занимаются исключительно земледелием.